# Robert F. Wagner
Robert Ferdinand Wagner I (ur. 8 czerwca 1877 w Nastätten w Niemczech, zm. 4 maja 1953 w Nowym Jorku) – amerykański polityk, członek Partii Demokratycznej.

## Działalność polityczna
Od 1905 do 1908 zasiadał w New York State Assembly, a od 1909 do 1918 w New York State Senate. Od 17 października 1913 do 31 grudnia 1914 był 48. zastępcą gubernatorem Nowego Jorku. W okresie od 4 marca 1924 do rezygnacji 28 czerwca 1949 przez cztery kadencje był senatorem Stanów Zjednoczonych z Nowego Jorku (3. klasa).